# کوه اپومئو
کوه اپومئو (ایتالیایی: Monte Epomeo) بلندترین کوه جزیره آتشفشانی ایسکیا در خلیج ناپل ایتالیا است. چنین تصور می‌شود که اپومئو یک فرازمین آتشفشانی است.
ارتفاع این کوه به ۷۸۹ متر می‌رسد و بخش عمده آن با گیاهان سبز شاداب و دامنه‌های آن با تاکستان پوشیده شده‌است. حدود ۷۵ متر از قله این کوه را گدازه پوشانده‌است.
یکی از راه‌های دسترسی به قله کوه اپومئو از روستای کاملاً سنتی سرارا فونتانا می‌گذرد.